# Château de Villandry
Palača Villandry (francosko Château de Villandry) je palača v dolini reke Cher, v mestu Amboise v departmaju Indre-et-Loire (Francija). Za sedanjo, rekonstruirano renesančno podobo je zaslužen Joachim Carvallo, ki je grad kupil 1906 in vložil veliko denarja in časa v njegovo obnovo. Tako mu je uspelo oživiti enega najlepših renesančnih dvorcev. 

## Zgodovina
Na gradu se je 1189 Henrik II. s Filipom Avgustom pogajal za mir. V srednjem veku je pripadal družini Colombiers, 1532 pa ga je kupil tajnik državne zakladnice, Jean Breton, ki je bil 1527 skupaj s Francem I. zajet pri Pavii. Breton je dal grad povečati in pregraditi po renesančnih načelih, a je pri tem z dveh strani ohranil jarek z vodo, tako da se na osrednje dvorišče dostopa po mostu z umetnega oglatega otoka, ki je z vseh strani obdan z vodo. Grad je ohranil tudi stari bivalno-obrambni grad (predelan v 14. stoletju), ki je v novi zasnovi postal vogalni stolp. Opazen je vpliv gradov Chambord in Blois, predvsem pa palač Fontainebleau in Ecouen. 1754 je grad kupil markiz Castellanski in ga na zunaj prenovil v klasicističnem slogu. Na vrh bivalno-obrambnega gradu je postavil okrogel stolpič ter vrtove preuredil v predromantičnem rousseaujevskem duhu. Grad je leta 1906 brez večjih sprememb in v zelo slabem stanju kupil španski zdravnik Joachim Carvallo. Preuredil ga je skladno z načrti iz 16. stoletja ter po predlogi krožnikov Jacquesa Androueta du Cerceauja iz 1576 in 1579 znova vzpostavil renesančne vrtove. Okolica gradu z gospodarskimi poslopji je ostala v obliki, kakršno je zapustil markiz Castellanski. Dvorec je Ministrstvo za kulturo Francije leta 1934 razglasilo za "Zgodovinski spomenik" (Monument historique).

## Opis
Dvorec ima obliko črke U, tako da se veliko tlakovano dvorišče odpira v dolino. Dvoriščni videz je kljub opazni trodelnosti (razlike v okrasju oken stranskih in osrednjega krila, stranske arkade) razmeroma enoten. Na zunanji strani je starejše osrednje krilo preprostejše od stranskih, ki sta členjeni z venčnimi zidci in pilastri - oboji poudarjajo umestitev oken v stavbni plašč, prav tako ju podarjajo še velike izstopajoče frčade z enako velikim oknom kot v nižjih nadstropjih in enakostranim trapeznim zaključkom. Stranski krili sta bili na temelju prvotnega gradu pozidani z ostanki Colombiersa in se malce razlikujeta v izmeri, imata jasno oddeljen četverokotni zaključek s piramidasto streho istih razsežnosti kot vezni del. Višina slemena je enaka pri vseh krilih, naklon strešine pa je pri stranskih krilih večji kot pri osrednjem, zato je drugo nadstropje stranskih kril že podstrešno, pri osrednjem krilu pa ne in ima še dodatne male podstrešne frčade.  

## Francoski park
Villandryjski park je vzorčen primer francoskih parkov: pretanjeno izdelan vrtni načrt združuje tradicijo »gotskih« zeliščnih, zelenjadnih in cvetličnih samostanskih vrtov ter umetelno oblikovanih italijanskih vrtov, ki so jih Francozi spoznali med vojnami v Italiji. Tako presegajo potrebe grajske kuhinje in imajo skrbno zamišljen vrtni načrt, pa tudi estetski, filozofski in simbolni namen in pomen; so prava likovna umetnina, delujejo kot zunanja preproga pred gradom. Prvi vrt je okrasni geometrijski vrt za osrednjim krilom z visoko striženimi pušpanovimi obrobami: v štirih kvadratih predstavlja tragično ljubezen, nestanovitno ljubezen, rahločutno ljubezen in ljubezensko blaznost. Drugi vrt je na oni strani obrambnega jarka, zelenjadni vrt v 9 kvadratih (3 x 3) z nižjimi pušpanovimi obrobami različnih oblik, znotraj katerih v monokulturi raste okoli 20 rastlinskih vrst (zlasti križnice), značilnih za čas Jeana Bretona; te gredice ločuje s peskom posuta pot z občasnimi vazami, grmi, visokostebelnimi vrtnicami, ozelenjenimi senčnicami in križnimi plotovi. Od tod štiri stopnišča vodijo na dvignjeno raven s tremi velikimi kvadrati s po sredinskim četverokotnim vodometom; tu rastejo aromatične in zdravilne zeli. Dolge stopnice z zeleno obrobo, postavljene prečno na os omenjenih štrih stopnišč, vodijo dalje na drevoredno pot z dostopom do vodnega vrta. Le-ta je zasnovan somerno okrog velikega osrednjega bazena s polkrožnim zaključkom – levo in desno od njega je po osem zaplat trate s po sredinskima krožnima vodozbiroma. Celoto obroblja oglato pristriženo drevje.  
- Okrasni vrt s striženim grmovjem in cvetjem
- Drug pogled na vrt
- Renesančna frčada
- Vodni vrt
- Osrednje krilo
- Obrambni jarek z vodo
- Mavrska umetnina (13. stol., Toledo)
- Grajska kuhinja